# Paroisse Saint Joseph Artisan de Tshopo
 (février 2025).
Motif : Où sont les sources centrées démontrant l'admissibilité selon les WP:CAA ?
- Archive Wikiwix
- Bing
- Cairn
- DuckDuckGo
- E. Universalis
- Gallica
- Google
- G. Books
- G. News
- G. Scholar
- Persée
- Qwant
- (zh) Baidu
- (ru) Yandex
- (wd) trouver des œuvres sur Wikidata

| 1. | Préciser le motif de la pose du bandeau. | Précisez le motif de la pose du bandeau en utilisant la syntaxe suivante : {{admissibilité à vérifier\|date=mars 2025\|motif=remplacez ce texte par le motif}}                                               |
| 2. | Informer les utilisateurs concernés.     | Pensez à avertir le créateur de l'article, par exemple, en insérant le code ci-dessous sur sa page de discussion : {{subst:avertissement admissibilité à vérifier\|Paroisse Saint Joseph Artisan de Tshopo}} |

La paroisse Saint Joseph Artisan, la paroisse Saint Joseph Artisan, située sur la 10ᵉ avenue commune Tshopo dans la ville de Kisangani en république démocratique du Congo, est une église catholique romaine qui joue un rôle important dans la vie spirituelle de la communauté locale.

## Historique
La paroisse Saint Joseph Artisan, située sur la 10ᵉ avenue dans la commune de la Tshopo à Kisangani, est une église catholique romaine qui joue un rôle significatif dans la vie spirituelle de la communauté locale. Elle est notamment connue pour sa chorale Saint Ignace de Loyola, créée le 5 janvier 2014.
Chaque année, le 1ᵉʳ mai, la paroisse célèbre sa fête patronale en l’honneur de Saint Joseph Artisan. Par exemple, en 2021, cette célébration a été présidée par Marcel Utembi Tapa, archevêque métropolitain de Kisangani, en présence des autorités politico-administratives de la province.

## Architecture
- Le style architectural : traditionnel, moderne, ou inspiré de l’architecture coloniale.
- Les matériaux utilisés : brique, béton, bois, etc.
- La structure : la forme de l’église, la disposition de la nef, les vitraux, le clocher, etc. [2]

## Activités pastorales
Les activités pastorales de la Paroisse Saint Joseph Artisan à Kisangani s’articulent autour de plusieurs axes spirituels et communautaires visant à renforcer la foi et l’engagement des fidèles. ces activités, on retrouve :
- Activités de soutien et de solidarité pour les malades et les démunis
- Séminaires et conférences sur la foi et les valeurs chrétiennes
- Formation des couples et préparation au mariage chrétien

## Engagement sociale
L’engagement social de la Paroisse Saint Joseph Artisan se manifeste à travers diverses actions de solidarité et de soutien à la communauté. La paroisse organise régulièrement des activités visant à améliorer les conditions de vie des habitants, qu’il s’agisse de collecte de fonds pour les plus démunis, d’initiatives éducatives ou d’actions pour soutenir les personnes malades ou isolées.
L’engagement social est également visible dans les programmes de formation et de soutien aux jeunes, avec des initiatives pour renforcer les compétences et encourager la participation active à la vie communautaire. Grâce à ces actions, la paroisse joue un rôle clé dans la promotion du bien-être social et de la cohésion au sein de la communauté locale à Kisangani.

## Rayonnement
Paroisse Saint Joseph Artisan, située sur la 10ᵉ avenue dans la commune de la Tshopo à Kisangani, est reconnue pour son engagement actif au sein de la communauté locale. Elle organise régulièrement des célébrations religieuses, notamment la fête patronale en l’honneur de Saint Joseph Artisan, qui attire de nombreux fidèles et personnalités locales 

## Adresse et contacts
La Paroisse Saint Joseph Artisan est située sur la 10ᵉ avenue dans la commune de la Tshopo à Kisangani, en République Démocratique du Congo.
Les messes dominicales sont célébrées à 7h et 9h30.